# Католицька церква в Колумбії
Като́лицька це́рква в Колу́мбії — найбільша християнська конфесія Колумбії. Складова всесвітньої Католицької церкви, яку очолює на Землі римський папа. Керується конференцією єпископів. Станом на 2004 рік у країні нараховувалося близько 38 406 000 католиків (86,29% від усього населення). Існувало 75 діоцезій, які об'єднували 3831 церковних парафій.  Кількість  священиків — 7920 (з них представники секулярного духовенства — 5661, члени чернечих організацій — 2259), постійних дияконів — 278, монахів — 4163, монахинь — 15 178.

## Статистика
Згідно з «Annuario Pontificio» і Catholic-Hierarchy.org:
| Рік | Населення | Населення | Населення | Священики | Священики | Священики | Священики           | Диякони | Ченці    | Ченці | Парафії |
| Рік | католики  | загалом   | %         | загалом   | секулярні | ченці     | вірних на священика | Диякони | чоловіки | жінки | Парафії |
| --- | --------- | --------- | --------- | --------- | --------- | --------- | ------------------- | ------- | -------- | ----- | ------- |

## Діоцезії
Шаблон:Католицька церква в Колумбії